# Википедија на валонском језику
Википедија на валонском језику је верзија Википедије на валонском језику, слободне енциклопедије, која данас има преко 11 000 чланака и заузима на листи Википедија 85. место.